# Блок-контакт

Приклад застосування блок-контаків

Бло́к-конта́кт (рос. блок-контакт, англ. block-contact, auxiliary contact, interlock contact; нім. Blockkontakt m) — контакт електричного апарата, що перемикає кола керування чи сигналізації.
Блок-контакти — допоміжні контакти, які перемикають електричні кола сигналізації та керування під час роботи комутаційних апаратів. Магнітний пускач, контактор або реле, можуть мати силові і блокувальні контакти. Силові, використовуються для вмикання / вимикання потужного навантаження (задля цього, можуть поміщатися у дугогасні ґратки); блок-контакти — для комутації керувальних кіл. Силовий та блок-контакт, може бути як нормально (тобто його стан під час знеструмленої котушки комутаційного апарата) відкритим (Normal Open, NO) так і нормально закритим (Normal Close, NC).